# 阿阿迪蒂亚纳
阿阿迪蒂亚纳（Aadityana），是印度古吉拉特邦Porbandar县的一个城镇。总人口17237（2001年）。

## 人口
该地2001年总人口17237人，其中男性8953人，女性8284人；0—6岁人口2697人，其中男1471人，女1226人；识字率52.57%，其中男性为61.18%，女性为43.26%。